# Song-Köl

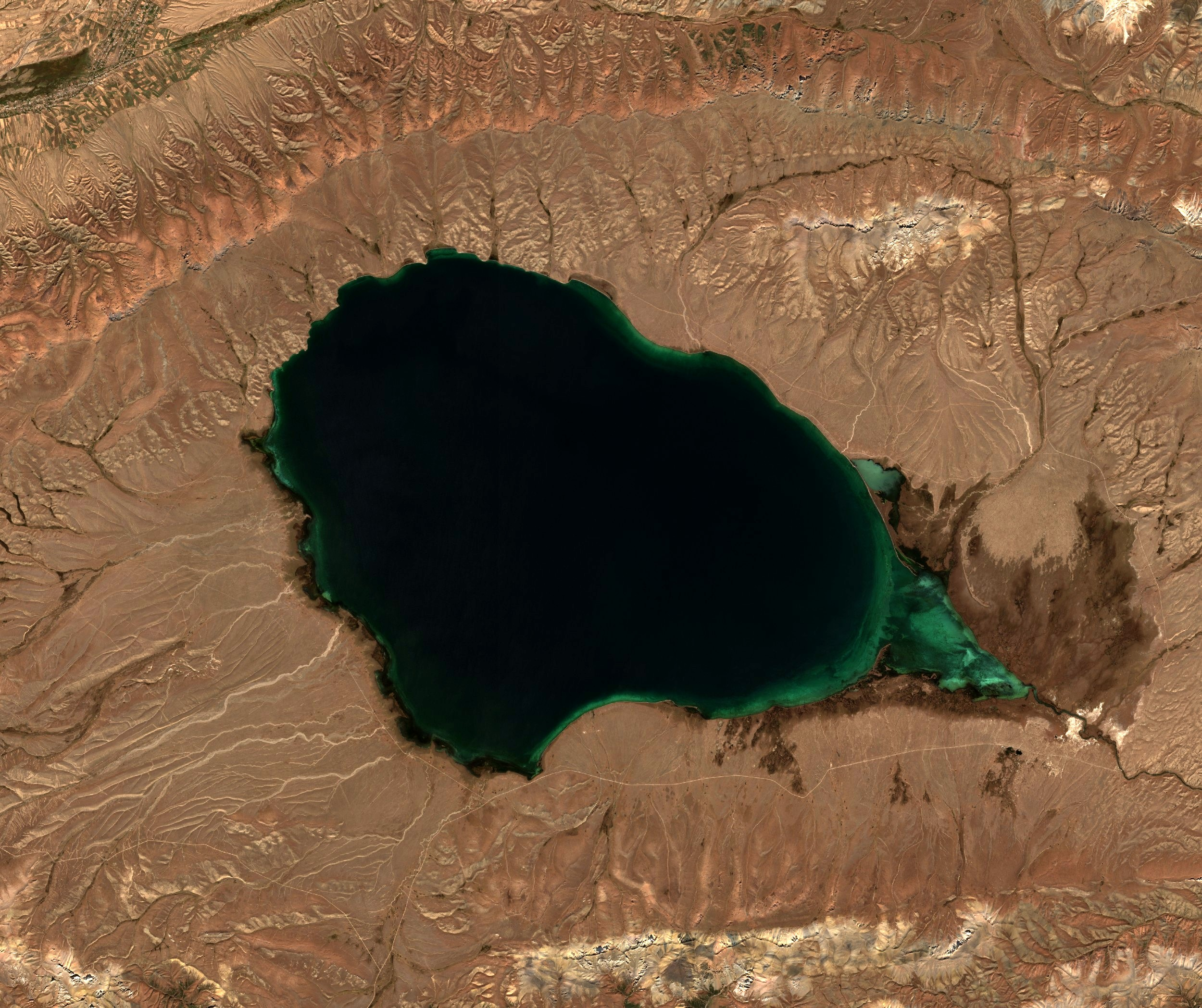
Satellitbild av sjön, september 2021.

Song-Köl (kirgiziska: Соң-Көл) är en alpin sjö i norra delen av provinsen Naryn, i Kirgizistan. Den är belägen på en höjd av 3 016 m.ö.h. och har en yta av ungefär 270 km2. Sjöns längd är maximalt 29 km och bredden 18 km. Den har ett maximalt uppmätt djup av 13,2 m. Det är den näst största sjön i Kirgizistan efter Ysyk-Köl och den största bland sötvattensjöarna.
Song-Köl ligger ganska exakt mitt i Kirgizistan, men ensligt till. En vanlig tolkning av sjöns namn är därför att det är den "sista sjön", utifrån att den ligger vid "världens ände". En annan tolkning är att det dubbeltydiga kirgiziska namnet ska uppfattas som "nästa sjö", det vill säga den nästa största.

## Naturskydd
Song-Köl ingår i våtmarksskyddet enligt Ramsarkonventionen (Konvention om våtmarker av internationell betydelse, i synnerhet såsom livsmiljö för våtmarksfåglar) sedan den 23 januari 2011, med det officiella namnet Son-Kol Lake och referensnummer 1943. Det blev då den tredje våtmarken i Kirgizistan som togs upp på Ramsar-listan. Sjön ingår också i Karatal-Japyryks naturreservat, tillsammans med områden runt sjön Tjatyr-Köl och vid Karatal-Atjatasj.

## Klimat
Den höga höjden gör att årsmedeltemperaturen är låg, och stannar vid -3,5oC, med en medeltemperatur på sommaren av +11oC och på vintern -20oC.Området är snötäckt ungefär 200 dagar per år, vilket gör sjön tämligen otillgänglig. Sjöns istäcke blir så tjockt som 1,0-1,2 meter. Isen ligger till i slutet av maj.
Den årliga nederbörden är 300-400 mm, från april till oktober. Under den korta sommaren i juni - september utgör trakten runt sjön jailoo, det vill säga sommarbete, för herdar från hela Naryn-provinsen.

## Flora och fauna
Det växer gott om örter i området, men det ligger ovanför trädgränsen. Det finns gott om fåglar, 66 arter har dokumenterats, bland annat den sällsynta stripgåsen. Sjön saknade fisk fram till 1959, när det skedde en inplantering. Då inplanerades laxfiskar, peledsik och sik.
Sjöns vatten kommer huvudsakligen från glaciärer. Det avrinner via Song-Köl-floden som leder vidare till Naryn-floden, men till stor del avgår vattnet genom avdunstning.